# Ріхард Томберґ
Ріхард Томберґ (ест. Richard Tomberg, 6 вересня 1897, д. Мандавере, Естляндська губернія — 25 травня 1982, Таллін) — естонський і радянський військовий діяч, командувач Військово-повітряними силами Естонії, генерал-майор (29.12.1940).

## Життєпис
Ріхард Томберг народився 6 вересня 1897 року в селі Мандавере (Везенберзький повіт Естляндської губернії) у селянській родині Йюгана та Марії Томберґ. Старший брат Ріхарда, Густав, працював учителем у Таммікусській сільській школі. Початкову освіту Ріхард здобув у Салласській сільській школі, Сімунаській 3-класній школі та Уудекюласській міністерській школі. У 1912 році вступив до Везенберзької вчительської семінарії, яку закінчив у 1915 році і відразу вступив до Російсько-імператорської армії.
Того ж року вступив на юнкера до Віленського військового училища (евакуйоване в цей час до Полтави), після закінчення 4-місячного курсу якого 1 січня 1916 року був проведений у прапорщики і направлений до 30-го запасного піхотного батальйону. Навесні 1916 переведений в 10-й стрілецький полк, в рядах якого отримав бойове хрещення під Якобштадтом. У червні 1917 року отримав під свою команду 1 роту полку. У грудні 1917 року отримав відпустку та поїхав додому.
Саме тоді йшло формування естонських національних частин. У Везенберзі Томберг вступив молодшим офіцером до 4-го Естонського піхотного полку. 30 квітня 1919 року зарахований до офіцерського резерву Естонської армії, а 10 травня того ж року призначений у розпорядження командувача 2-ї дивізії. У тому ж році переведений до 8-го піхотного полку, де призначений командиром роти. За заслуги у Визвольній війні здійснено 15 жовтня 1919 року в поручики, а 22 жовтня того ж року — у штабс-капітани.
У 1921—1923 роках Ріхард Томберґ пройшов навчання на Загальновійськових офіцерських курсах і Курсах Генерального штабу, після закінчення яких 20 лютого 1923 зарахований в управління Генерального штабу, а 22 лютого того ж року проведений в капітани. 15 березня 1924 призначений начальником відділення «А» I (оперативного) відділу Генерального штабу. 1 серпня того ж року призначено помічником начальника I (оперативного) відділу, але вже 25 серпня звільнено з посади для відрядження до Франції.
У 1924—1926 роках Томберг навчався у Франції у Вищій військовій школі (фр. École supérieure de guerre). 26 листопада 1924 року отримав звання майора. Після повернення з Франції 25 вересня 1926 призначений офіцером для доручень Генерального штабу, а 31 грудня того ж року — виконувачем обов'язків начальника I (оперативного) відділу Генерального штабу. 1 лютого 1927 року затверджений на посаді начальника відділу і 22 лютого був проведений у підполковники. Читав лекції з тактики та історії військового мистецтва у Вищій військовій школі Естонської армії.
Навесні 1929 року Ріхард Томберг відряджено до Великої Британії для навчання льотній справі. Після проходження курсу навчання у листопаді 1929 року отримав свідоцтво на звання британського військового льотчика. Після повернення до Естонії 1 липня 1930 призначений командувачем Естонськими Військово-повітряними силами. 18 лютого 1931 року був став полковником. Читав лекції з авіаційної справи у Вищій військовій школі. 7 жовтня 1939 призначений першим помічником начальника штабу Збройних сил Естонії, але вже 8 листопада знову призначений командувачем ВПС. 24 лютого 1940 року отримав звання генерал-майора.
Влітку 1940 року, після окупації Естонії СРСР і перетворення її армії на 22-й Естонський територіальний стрілецький корпус РСЧА, Ріхард Томберг призначений начальником 180-ї стрілецької дивізії. У червні 1941 року викликаний до Москви для проходження курсу навчання у Військовій академії Генерального штабу РСЧА імені К. Ворошилова, який він закінчив у грудні того ж року. Незабаром призначений викладачем, а згодом заступником начальника кафедри загальної тактики Військової академії імені М. В. Фрунзе.
26 лютого 1944 року Ріхард Томберґ був заарештований за звинуваченням у шпигунстві на користь Великої Британії, 8 років утримувався в камері попереднього ув'язнення. Також йому ставилася в провину наслідком і антирадянська агітація: «Радянський уряд відірваний від народу, не знає стану справ», «народ у СРСР голодує», «вихваляння порядків у буржуазних країнах». Винним себе не визнав. Навесні 1952 засуджений до 25 років виправно-трудових таборів, відбував покарання в Ангарську. 18 червня 1956 року звільнений за амністією як «необґрунтовано засуджений». Надалі проживав у Таллінні, з 1957 по 1962 рік працював у Таллінському територіальному будівельному тресті, а з 1962 року — завідувачем відділу кадрів, праці та зарплати Республіканської ради міжколгоспних будівельних організацій Естонської РСР.
Ріхард Томберґ помер 25 травня 1982 року в Таллінні, похований на Лісовому цвинтарі (Метсакальміст).

## Родина
У травні 1918 року Ріхард Томберґ одружився з Ольгою Селетниковою (пом. 22 серпня 1982), церемонія пройшла в Єввеській православній церкві. У грудні того ж року народилася дочка Клаудія. У липні 1934 року народився син Іло.
У березні 1939 року Клаудія Томберґ вийшла заміж за офіцера Вільяма Лаанекірба (ест. William Laanekõrb; пом. 2004). У них народилися два сини та дочка. У вересні 1944 року, незадовго до вступу в Таллінн Червоної армії, сім'я Лаанекирбів поїхала до Німеччини, де деякий час перебувала в таборі біженців. Після закінчення війни вони емігрували до Австралії.
Іло Томберґ у 1944 році залишився з матір'ю в Таллінні. У 1966 році він одружився з Ене Пау, у них народилися двоє синів. Проживають у Естонії.

## Нагороди
За час служби Ріхард Томберґ був відзначений наступними нагородами:
- орден Орлиного хреста 2-го ступеня (24 лютого 1938, Естонія)[3],
- орден Орлиного хреста 3-го ступеня (22 лютого 1934, Естонія)[4],
- медаль «На згадку Визвольної війни» (Естонія),
- орден Білого лева 3-го ступеня (Чехословаччина),
- орден Трьох зірок 2-го та 3-го ступенів (Латвія),
- орден Почесного легіону, офіцерський хрест (22 вересня 1935, Франція),
- орден Відродження Польщі 3-го ступеня (Польща),
- орден Меча 3-го ступеня (Швеція),
- орден Червоної Зірки (7.12.1943, СРСР)[5].

## Пам'ять
6 вересня 2002 року біля села Мийзамаа, на місці мизи, де народився Ріхард Томберґ, було відкрито пам'ятний камінь. На церемонії були присутні син і двоє онуків Ріхарда Томберґа, а також представники Військово-повітряних сил Естонії.